# Bohuslav Brauner

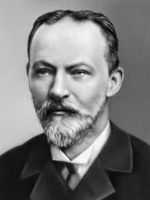
Bohuslav Brauner

Bohuslav Brauner (* 8. Mai 1855 in Prag; † 15. Februar 1935 ebenda) war ein böhmischer Chemiker.

## Leben
Sein Vater war der Prager Rechtsanwalt und Politiker Franz August Brauner.
Er studierte zunächst an der Tschechischen Polytechnischen Hochschule und ab 1873 Chemie an der Universität in Prag. 1878/79 war er in Heidelberg bei Bunsen und Eduard Linnemann, um anorganische Chemie zu lernen. Hier begannen seine lebenslangen Studien der Seltenen Erden. Nachdem er 1880 in Prag promoviert hatte, ging er nach Manchester zu Henry Enfield Roscoe. Die im Laboratorium durchgeführten Untersuchungen zeigten, dass das bisher als Element geltende Didym sich in mehrere Komponenten zerlegen lässt. Das sollte 1908 zu einem Prioritätsstreit mit Carl Auer von Welsbach führen.
1882/83 wurde er in Prag Lektor, 1885 Dozent und 1890 Assistenzprofessor. Von 1897 bis 1925 war er Professor für Chemie an der Universität in Prag.
Er leistete Beiträge zur Bestätigung und zum Ausbau des von Mendelejew veröffentlichten Periodensystems.
1884 bestimmte er das Atomgewicht von Beryllium. Er arbeitete auch über Seltene-Erden und bestimmte deren Atommassen. 1902 leitete er aus dem großen Unterschied in den Atommassen der Elemente Neodym und Samarium her, dass dazwischen noch ein Element 61 fehle.

## Veröffentlichungen
- Contribution to the chemistry of the cerite metals
- Über die Einwirkung von Schwefelwasserstoff auf Arsensäure